# Mehmet Oktav
Mehmet Oktav (né en 1917 à Constantinople et mort le 6 avril 1996) est un lutteur turc.
Il est médaillé d'or en lutte gréco-romaine dans la catégorie des moins de 62 kg aux Jeux olympiques de 1948. 